# سیارک ۵۵۳۰
سیارک ۵۵۳۰ (به انگلیسی: 5530 Eisinga، نامگذاری:2835P-L) پنج هزار و پانصد و سیمین سیارک کشف شده است که در ۲۴ سپتامبر ۱۹۶۰ کشف شد.
قدر مطلق سیارک برابر ۱۳٫۹۰ است.